# Anycles adusta
Anycles adusta är en fjärilsart som beskrevs av Felder 1869. Anycles adusta ingår i släktet Anycles och familjen björnspinnare. Inga underarter finns listade i Catalogue of Life.